# حارة لبوزة (المنصورة)

تعديل مصدري - تعديل

حارة لبوزة هي إحدى حارات حي 22 يونيو الواقع بمديرية المنصورة التابعة لمحافظة عدن، بلغ تعداد سكانها 2636 نسمة حسب تعداد اليمن لعام 2004.